# Paul Bachmann
Paul Gustav Heinrich Bachmann (n. 22 iunie 1837, Berlin, Regatul Prusiei – d. 31 martie 1920, Weimar, Saxa-Weimar-Eisenach, Republica de la Weimar) a fost un matematician german, specialist în teoria numerelor.

## Scrieri
- Nieder Zahlentheorie (Leipzig, 1902)
- Das Fermat Probleme (Berlin, 1919).